# Limnomys
Limnomys là một chi động vật có vú trong họ Muridae, bộ Gặm nhấm. Chi này được Mearns miêu tả năm 1905. Loài điển hình của chi này là Limnomys sibuanus Mearns, 1905.

## Các loài
Chi này gồm các loài: